# Plectorhinchus pictus
Plectorhinchus pictus is een straalvinnige vissensoort uit de familie van de grombaarzen (Haemulidae). De wetenschappelijke naam van de soort is voor het eerst geldig gepubliceerd in 1936 door Tortonese.